# Oithona fragilis
Oithona fragilis is een eenoogkreeftjessoort uit de familie van de Oithonidae. De wetenschappelijke naam van de soort is voor het eerst geldig gepubliceerd in 1979 door Nishida.